# Royaume de Dambadeniya
1220–1345
Entités précédentes :
- Royaume de Polonnaruwa

Entités suivantes :
- Royaume de Gampola

Le royaume de Dambadeniya  est une monarchie qui a existé entre le XIIIe siècle et le XIVe siècle, dans l'actuel Sri Lanka.

## Note sur la chronologie
Le royaume de Dambadeniya est une période de déclin par rapport au royaume de Polonnaruwa, très peu de vestiges ont survécu, et très peu de sources historiques peuvent être croisés avec celle des empires chinois ou indiens voisins.
Les deux livres historiques relatant l'histoire du royaume sont le Culavamsa et le Rajaveliya, qui sont des suites directes des livres de plus grande notoriété, le Mahavamsa et le Dipavamsa. Malheureusement, la majorité des dates ne correspondent pas : la tradition voulait que ces histoires soient transmises sous la forme de chant, avant qu'elle ne soit toutes recueillies à l'écrit plusieurs siècles plus tard.
Pour ajouter de la complexité, les dates utilisent le calendrier bouddhiste, qui utilise un système luni-solaire : les mois durent de 29 à 30 jours, qui donne une année à 354 jours, en opposition aux 365,25 jours des calendriers solaires. Pour corriger ce décalage, ces calendriers se régulent en ajoutant 11 jours tous les 57 ans, et 7 mois de 30 jours tous les 19 ans.